# Slieve Snaght
Slieve Snaght (iriska: Sliabh Sneachta) är ett berg i republiken Irland.   Det ligger i grevskapet County Donegal och provinsen Ulster, i den norra delen av landet, 220 km norr om huvudstaden Dublin. Toppen på Slieve Snaght är 615 meter över havet.
Terrängen runt Slieve Snaght är huvudsakligen lite kuperad. Slieve Snaght är den högsta punkten i trakten. Runt Slieve Snaght är det ganska glesbefolkat, med 23 invånare per kvadratkilometer. Närmaste större samhälle är Buncrana, 10,1 km sydväst om Slieve Snaght. Trakten runt Slieve Snaght består i huvudsak av gräsmarker.